# NGC 5656
NGC 5656 is een spiraalvormig sterrenstelsel in het sterrenbeeld Ossenhoeder. Het hemelobject werd op 1 mei 1785 ontdekt door de Duits-Britse astronoom William Herschel.

## Synoniemen
- UGC 9332
- MCG 6-32-53
- ZWG 192.34
- IRAS 14283+3532
- PGC 51831